# Kétöles-patak
Kétöles-patak är ett vattendrag i Ungern.   Det ligger i provinsen Veszprém, i den västra delen av landet, 150 km sydväst om huvudstaden Budapest. Kétöles-patak ligger vid sjöarna  Keszthelyi-öböl Fűzfői-öböl och Balaton.